# MACS J1149 Lensed Star 1
MACS J1149 Lensed Star 1, Икар (Icarus),  MACS J1149+2223 Lensed Star-1 — голубой сверхгигант и вторая в списке наиболее далёких наблюдаемых звёзд (первой по состоянию на март 2022 года является WHL0137-LS), находящаяся на расстоянии 9 млрд световых лет от Солнца (z=1,49), по состоянию на апрель 2018 года. Дошедшее до нас излучение звезды было испущено спустя 4,4 млрд лет после Большого взрыва. По словам одного из первооткрывателей данного объекта, Патрика Келли, звезда находится по крайней мере в сто раз дальше, чем предыдущая самая удалённая звезда, не являющаяся сверхновой. Также впервые наблюдается усиленное изображение звезды как отдельного объекта.

## Общие сведения

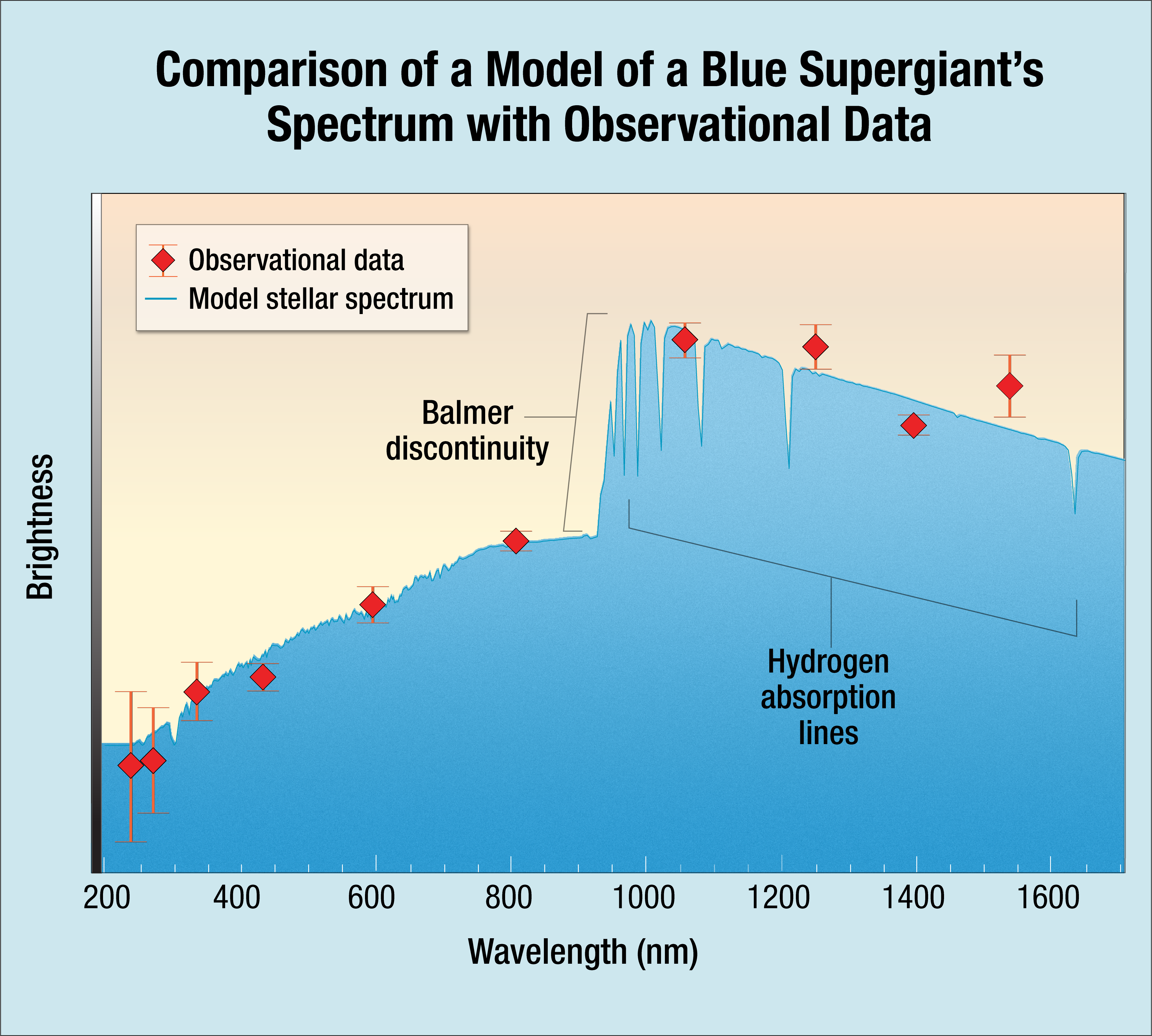
Сравнение спектра Икара с модельным спектром голубого сверхгиганта. Наблюдательные данные показаны красными ромбами.

Звезда была обнаружена в рамках исследования сверхновой  SN Рефсдала космическим телескопом Хаббла. При изучении снимков сверхновой звезды начиная с 2004 года учёные обнаружили точечный источник, появившийся на снимках 2013 года и ставший более ярким к 2016 году. Было определено, что источник является отдельной звездой, изображение которой в 2000 раз усилено вследствие гравитационного линзирования. Излучение  LS1 было не только усилено влиянием скопления галактик MACS J1149+2223, расположенного на расстоянии 5 млрд световых лет, но в некоторый момент также и другим компактным объектом с массой около трёх масс Солнца в скоплении галактик, пересекшим луч зрения (гравитационное микролинзирование). Обычно в подобных исследованиях открывают галактики или сверхновые звёзды. Температура объекта не менялась со временем, что противоречит предположению о сверхновой; также по величине температуры объект был отнесён к голубым сверхгигантам.
Свет от звезды был излучен в то время, когда возраст Вселенной составлял четверть от современного значения 13,8 млрд лет. Келли предположил, что аналогичные явления микролинзирования помогут найти самые ранние звёзды во Вселенной.
В настоящее время в системе отсчёта, связанной с Землёй, звезда уже не существует в виде голубого сверхгиганта, исходя из оценок времени жизни таких звёзд — от 10 до 100 млн лет.